# Frank Lautenberg
Frank Raleigh Lautenberg (Paterson, 23 gennaio 1924 – New York, 3 giugno 2013) è stato un politico statunitense, senatore per lo stato del New Jersey.

## Biografia
Nato nel New Jersey da genitori ebrei immigrati dall'Europa, dopo il servizio militare nell'esercito Lautenberg studiò economia alla Columbia University.
Dal 1952 al 1982 fu presidente e amministratore delegato della Automatic Data Processing, Inc. e lasciò il posto per candidarsi al Senato come membro del Partito Democratico. Il suo avversario Partito Repubblicano fu la popolare deputata Millicent Fenwick, che Lautenberg riuscì a sconfiggere di misura.
Lautenberg venne rieletto nel 1988 e nel 1994, ma nel 2000 annunciò il suo ritiro e venne succeduto da Jon Corzine. Poco più di un anno dopo, l'altro senatore del New Jersey, il democratico Robert Torricelli, venne coinvolto in uno scandalo riguardante dei finanziamenti illeciti proprio nel periodo della sua campagna elettorale. Torricelli fu costretto a ritirarsi e il Partito Democratico chiese a Lautenberg di prendere il suo posto nella competizione elettorale. Lautenberg accettò e sconfisse ampiamente l'avversario repubblicano, tornando al Senato. Fu poi riconfermato dagli elettori anche nel 2008.
Lautenberg è uno dei senatori più liberali, soprattutto sui temi sociali come l'aborto e l'omosessualità.
Dal primo matrimonio con Lois Levenson, Lautenberg ha avuto quattro figli; dopo trentuno anni i due divorziarono e Lautenberg intraprese una relazione con Bonnie Englebardt, che sposò nel 2004 dopo sedici anni di frequentazione.